# May Sutton

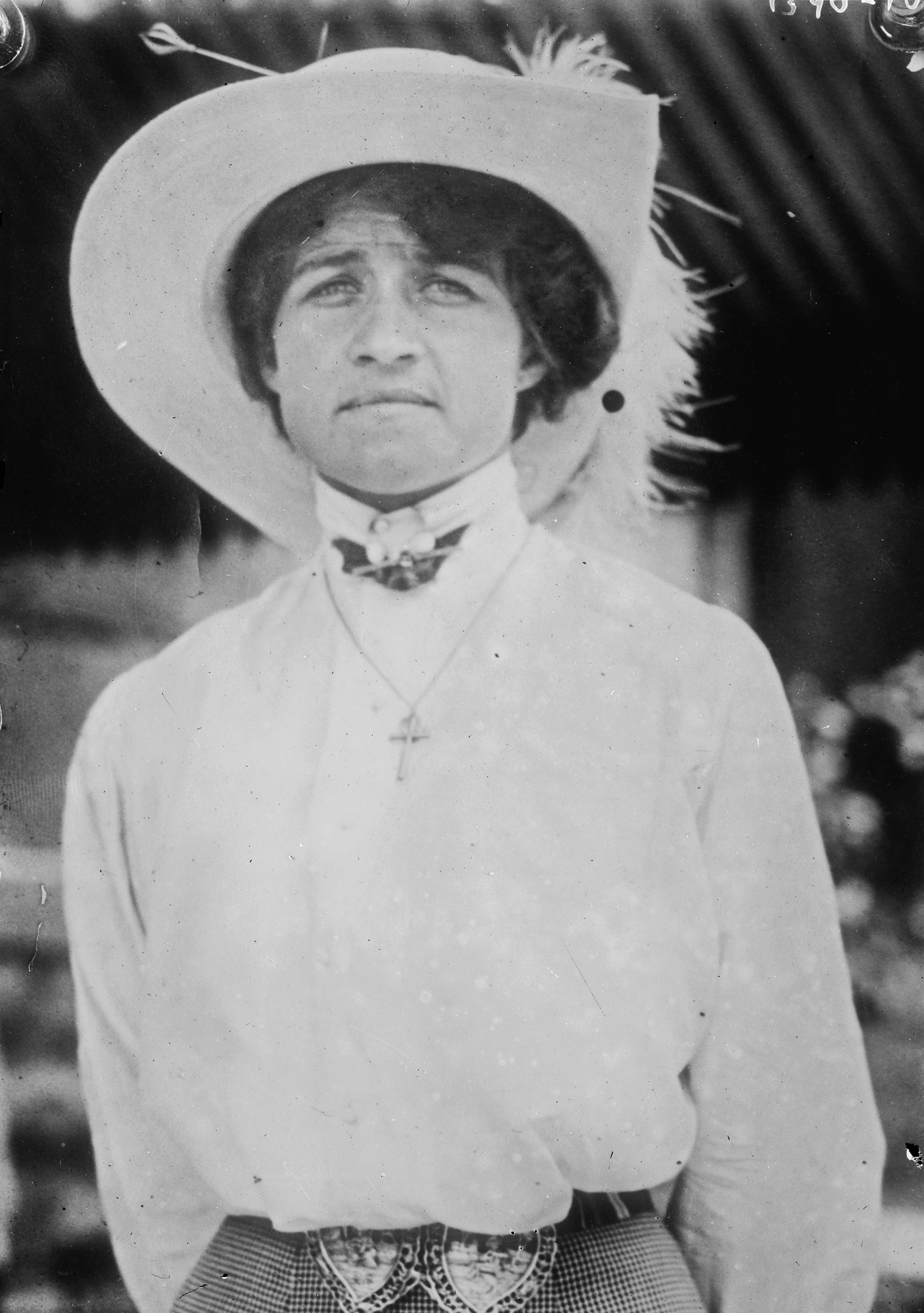
May Sutton

May Godfrey Sutton Bundy (* 25. September 1886 in Plymouth, England; † 4. Oktober 1975 in Santa Monica, Kalifornien) war eine US-amerikanische Tennisspielerin. Sie war die erste Amerikanerin, die im Dameneinzel in Wimbledon siegreich war.

## Biographie
Als May Sutton sechs Jahre alt war, zog ihre Familie auf eine Ranch in die Nähe von Pasadena (Kalifornien), wo sie und ihre Schwestern auf einem von ihrem Vater gebauten Tennisplatz spielen konnten. Als junge Frauen dominierten die Sutton Geschwister May, Violet, Floerence und Ethel die kalifornische Tennisszene. Im Jahr 1904, als May Sutton 18 Jahre alt war, gewann sie die Amerikanischen Meisterschaften (heute US Open) im Einzel. Mit Miriam Hall gewann sie auch das Damendoppel.
Ein Jahr später wurde sie die erste amerikanische Frau, die in Wimbledon im Dameneinzel siegte, als sie die Vorjahressiegerin Dorothea Douglass besiegte. Ihre Bekleidung sorgte ebenfalls für Aufsehen: so waren ihre Ellenbogen und ihre Knöchel zu sehen, für die damalige Zeit war dies sehr freizügig. In den nächsten beiden Jahren kam es zu Wiederholungen dieses Finals: 1906 gewann Dorothea Douglass, 1907 wiederum May Sutton. Danach spielte Sutton nie wieder in England Tennis.
Im Jahr 1912 heiratete sie den Tennisspieler und dreimaligen US-Open-Sieger im Doppel Tom Bundy. 1925 startete sie mit 39 Jahren ein Comeback und wurde die viertplatzierte Spielerin auf der amerikanischen Rangliste. Im gleichen Jahr stand sie im Finale der US Open im Damendoppel. Mit fast vierzig Jahren war sie als Spielerin noch stark genug, um für die USA im Wightman Cup anzutreten. 1928 und 1929 spielte sie mit ihrer Tochter Dorothy Bundy bei den US Open im Damendoppel und bildete mit ihr das einzige Mutter/Tochter-Doppel, das jemals bei den US Open gesetzt war. Ihr Neffe John Doeg gewann 1930 die US Open und 1938 siegte ihre Tochter Dorothy bei den Australian Open.
Im Jahr 1956 wurde May Sutton in die Hall of Fame des internationalen Tennissports aufgenommen.
Sie hörte nie auf Tennis zu spielen und war bis in die achtziger Jahre ihres Lebens aktiv.